# Mahón
Mahón (catalansk: Maó) er en by og kommune i det østlige Spanien på øen Menorca i provinsen De Baleariske Øer. Den har et indbyggertal på 30.419 (2024) indbyggere.